# Lonchophylla mordax
Lonchophylla mordax är en fladdermusart som beskrevs av Thomas 1903. Lonchophylla mordax ingår i släktet Lonchophylla och familjen bladnäsor. IUCN kategoriserar arten globalt som livskraftig. Inga underarter finns listade i Catalogue of Life. Wilson & Reeder (2005) skiljer mellan två underarter.
Denna fladdermus förekommer i östra Brasilien från Amazonflodens mynning till delstaten São Paulo. Habitatet utgörs av tropiska städsegröna skogar och av fuktiga lövfällande skogar. Individerna vilar i grottor och i trädens håligheter. De bildar där små flockar. Arten äter nektar samt insekter och kanske pollen samt frukter.